# Marko Kon

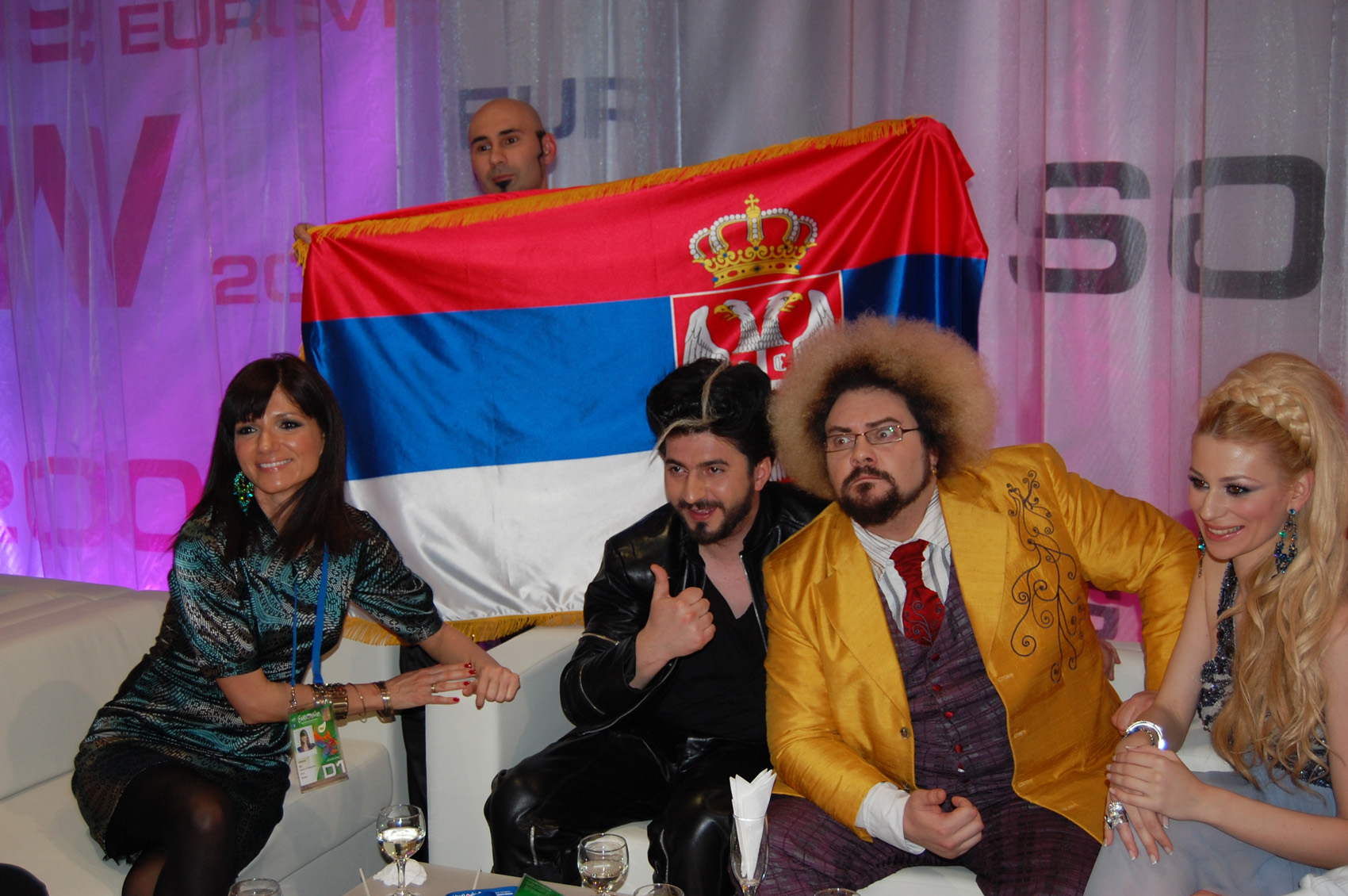
Marko Kon beim Eurovision Song Contest 2009 in Moskau

Marko Kon (* 20. April 1972) ist ein serbischer Komponist, Drehbuchautor, Arrangeur, Produzent und Sänger. Gemeinsam mit Milan vertrat er Serbien beim Eurovision Song Contest 2009 in Moskau mit dem Song Cipela.

## Wirken
Beim serbischen Vorentscheid für den Eurovision Song Contest, der Beovizija 2009 in Belgrad, wurden Marko Kon und sein Partner Milan Nikolić mit ihrem Titel Cipela (Schuh) als Vertreter Serbiens nominiert. Beim Vorentscheid wurden von einer Jury und den Zuschauern per SMS Punkte vergeben. Die Entscheidung der Jury, Kon die höchste Punktzahl zu geben, wurde von einem Teil des Publikums kritisiert, da der Beitrag der Gruppe OT bend von den Zuschauern höher bewertet wurde. 2009 schreibt Kon mehr als 800 Pop-Songs und macht den Hintergrundgesang bei mehr als 1.000 Aufnahmen. Er hat, zusammen mit ein paar anderen, das Lied „Crazy Summer Dance“ geschrieben. Dieses Lied wurde von Flamingosi und Luis gesungen, bei der Beovizija 2006 (der nationalen Auswahlveranstaltung für Serbien). Kon war auch Co-Produzent des Liedes „I love you forever“, das in Montenegro beim Eurovision Song Contest 2008 gesungen wurde.
Am 14. Mai 2009 trat Kon gemeinsam mit Nikolić im zweiten Halbfinale des Eurovision Song Contest 2009 in Moskau auf, konnte sich trotz 10. Platz (nach Punkten, es galt eine Sonderregel) nicht für das Finale qualifizieren.